# 龔化龍
龔化龍 (1843年—？)，字祥雲，号海門，湖北省漢陽府黃陂縣人，清朝政治人物、同進士出身。
光緒八年壬午举人，九年（1883年），参加癸未科殿試，登联捷進士三甲57名。同年五月，著交吏部掣签分发各省，以知县即用。